# 三条西実清
三条西 実清（さんじょうにし さねきよ）は、室町時代初期の公卿。権大納言・三条西公時の子。官位は従三位・権中納言。実子がないまま早世したため、伯父である正親町三条公豊の二男公保が三条西家を継いだ。

## 経歴
以下、『公卿補任』の内容に従って記述する。
- 応永10年（1403年）3月22日、参議に任ぜられる[2]。この時、正四位上元蔵人頭。右中将は元の如し。
- 応永11年（1404年）3月17日、美作権守を兼ねる。
- 応永12年（1405年）1月6日、従三位に叙される。3月17日、権中納言に任ぜられる。
- 応永13年（1406年）2月16日、薨去。

## 系譜
- 父：三条西公時（1339-1383）
- 母：不詳
- 妻：不詳
- 養子
  - 男子：三条西公保（1397-1460） - 正親町三条公豊の次男